# يوسف زعين
يوسف زعيّن العاني (1931-¨10 يناير 2016) طبيب وسياسي سوري من مواليد البوكمال بمحافظة دير الزور، وعضو في حزب البعث منذ 1957. تولى منصب رئيس وزراء سوريا مرتين ومنصب وزير الزراعة مرتين في 1963 و 1965، توفي في مدينة ستوكهولم السويدية عن عمر يناهز ال85 عاما.

## البداية
تخرج من كلية الطب بجامعة دمشق ثم تطوع في حرب التحرير الجزائرية في الخمسينيات مقاتلاً في وحدة هواري بومدين، واشترك في علاج جرحى حرب التحرير.
بعد عودته إلى سوريا في 1957، انضم لحزب البعث منجذباً لمبادئه الاشتراكية والقومية.

## وزيرًا للزراعة
بعد انقلاب البعث في 8 مارس 1963، تولى منصب وزير الزراعة (1963 ـ 1964)، حيث كانت مهمته الأولى الإصلاح الزراعي، وقد تضمن ذلك مصادرة أراضٍ زراعية شاسعة وتوزيعها على المعدمين من الفلاحين. ولكن سرعان ما دبَّ الخلاف في الحزب بين الجناح المدني المعتدل بقيادة ميشيل عفلق و صلاح البيطار، وبين الجناح الشاب المكوّن في الأساس من العسكر، وأبرزهم صلاح جديد و حافظ الأسد.

## رئيسًا للوزراء
في عام 1965 انتخب زعيّن عضوا في القيادة القطرية لحزب البعث، ثم شغل منصب رئيس الوزراء للمرة الأولى في الفترة من 23 سبتمبر إلى 21 ديسمبر 1965، ثم عاد إلى رئاسة الوزراء مجددا من 25 فبراير 1966 إلى 29 أكتوبر 1968 بعد انقلاب شباط 1966.

## خروجه من دائرة الضوء
كان زعين مقرباً من صلاح جديد، وبعد الإطاحة به ومجيء حافظ الأسد للسلطة، أُلقي القبض على زعين وحـُبس، ولم يفرج عنه إلا سنة 1981 بعدما أصيب بالسرطان، فسافر إلى بريطانيا و المجر ثم إلى السويد للعلاج، حيث أمضى بقية حياته بعيداً عن الأضواء حتى توفي هناك.

## روابط خارجية
- يوسف زعين على موقع مونزينجر (الألمانية)